# Кларксвілл (Мічиган)
Кларксвілл (англ. Clarksville) — селище (англ. village) в США, в окрузі Айонія штату Мічиган. Населення — 411 особа (2020).

## Географія
Кларксвілл розташований за координатами 42°50′32″ пн. ш. 85°14′33″ зх. д. / 42.84222° пн. ш. 85.24250° зх. д. (42.842091, -85.242539).  За даними Бюро перепису населення США в 2010 році селище мало площу 1,31 км², уся площа — суходіл.

## Демографія
Згідно з переписом 2010 року, у селищі мешкали 394 особи в 164 домогосподарствах у складі 102 родин. Густота населення становила 302 особи/км².  Було 182 помешкання (139/км²).
Расовий склад населення:
| - 94,7 % — білих - 2,0 % — азіатів - 0,5 % — чорних або афроамериканців - 0,3 % — корінних американців |

До двох чи більше рас належало 2,3 %. Частка іспаномовних становила 2,8 % від усіх жителів.
За віковим діапазоном населення розподілялося таким чином: 25,4 % — особи молодші 18 років, 59,1 % — особи у віці 18—64 років, 15,5 % — особи у віці 65 років та старші. Медіана віку мешканця становила 32,4 року. На 100 осіб жіночої статі у селищі припадало 115,3 чоловіків;  на 100 жінок у віці від 18 років та старших — 96,0 чоловіків також старших 18 років.
Середній дохід на одне домашнє господарство  становив 47 793 долари США (медіана — 44 205), а середній дохід на одну сім'ю — 58 295 доларів (медіана — 54 250). За межею бідності перебувало 10,8 % осіб, у тому числі 6,3 % дітей у віці до 18 років та 18,8 % осіб у віці 65 років та старших.
Цивільне працевлаштоване населення становило 200 осіб. Основні галузі зайнятості: виробництво — 24,0 %, оптова торгівля — 10,5 %, освіта, охорона здоров'я та соціальна допомога — 10,5 %.